# Ida van Schaumburg-Lippe

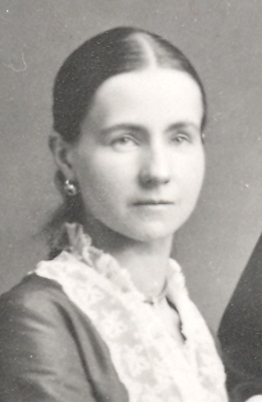
Ida van Schaumburg-Lippe

Ida Mathilde Adelheid van Schaumburg-Lippe (Bückeburg, 28 juli 1852 - Schleiz, 28 september 1891) was een prinses uit het Huis Schaumburg-Lippe.
Zij was het zesde kind en de derde dochter van vorst Adolf I George en diens vrouw Hermine van Waldeck-Pyrmont. Zelf trad ze op 8 oktober 1872 in het huwelijk met Hendrik XXII van Reuss oudere linie. Het paar kreeg de volgende kinderen:
- Hendrik XXIV (1878-1927), vorst van Reuss oudere linie
- Emma (1881-1961), gehuwd met Erich Graf Kunigl von Ehrenburg
- Marie (1882-1942), gehuwd met Ferdinand Baron von Gnognoni
- Caroline (1884-1905), gehuwd met Willem Ernst van Saksen-Weimar-Eisenach
- Hermine (1887-1947), gehuwd met (ex-)keizer Wilhelm II
- Ida (1891-1977), gehuwd met Christoph Martin Fürst zu Stolberg-Roßla

De prinses overleed aan de complicaties die optraden bij de geboorte van haar jongste dochter.